# Wroxall (Wight)
Wroxall – wieś w Anglii, na wyspie Wight. Leży 11 km na południowy wschód od miasta Newport i 126 km na południowy zachód od Londynu.